# 16 Ursae Majoris
16 Ursae Majoris, som är stjärnans Flamsteed-beteckning, är en dubbelstjärna belägen i den norra delen av stjärnbilden Stora björnen, som också har Bayer-beteckningen c Ursae Majoris. Den har en skenbar magnitud på ca 5,20 och är svagt synlig för blotta ögat där ljusföroreningar ej förekommer. Baserat på parallax enligt Gaia Data Release 2 på ca 50,9 mas, beräknas den befinna sig på ett avstånd på ca 64 ljusår (ca 20 parsek) från solen. Den rör sig närmare solen med en heliocentrisk radialhastighet av ca –14 km/s. Perihelionpassage kommer att ske om 1,3 miljoner år när stjärnan kommer inom 10 ljusårs avstånd från solen.

## Egenskaper
Primärstjärnan 16 Ursae Majoris A är en gul till vit stjärna i huvudserien av spektralklass G0 V. Den har en massa som är ca 1,2 solmassor, en radie som är ca 2,6 solradier och utsänder ca 3 gånger mera energi än solen från dess fotosfär vid en effektiv temperatur på ca 5 900 K.
16 Ursae Majoris är en spektroskopisk dubbelstjärna och var bland de första 75 sådana som upptäcktes av Dominion Astrophysical Observatory 1919. Paret har en omloppsperiod av 16,2 dygn med en excentricitet på 0,1. Halva storaxeln hos deras omloppsbana har en vinkelbredd av omkring 2,9 mas, och banplanet lutar i en vinkel av omkring 106° mot siktlinjen från jorden. Stjärnan har undersökts efter tecken på överskott av infraröd strålning, som kan ange närvaro av en omgivande stoftskiva, men ingen sådan har hittats.